# Mãe d'Água
Mãe d'Água è un comune del Brasile nello Stato del Paraíba, parte della mesoregione del Sertão Paraibano e della microregione di Patos.